# Claude-Antoine Bolot
Claude-Antoine Bolot, né le 14 août 1742 à Gy et mort le 28 juin 1812 à La Chapelle-Saint-Quillain, était un magistrat et un homme politique français.

## Biographie
Bolot est originaire d'une famille de notables franc-comtois. Après des études de droit à l'université de Besançon, il entre comme avocat auprès du Parlement de Besançon. Mais il semble avoir peu pris part aux travaux de cette cour et mené une jeunesse frivole. En 1770, il s'établit comme avocat à Vesoul.
En 1789 Bolot se rallie aux idées révolutionnaires et devient l'un des chefs des patriotes vésuliens. Il est finalement élu procureur de la commune.
Le 6 septembre 1792 il est élu député de la Haute-Saône à la Convention nationale, le septième et dernier, avec 203 voix sur 394 votants. Comme la plupart de ses collègues de ce département, il siège au sein de la Plaine. Bolot est député obscur, intervenant peu à la tribune. Lors du procès de Louis XVI, il vote contre l'appel au peuple, considérant que la Convention représente celui-ci en son entier. Il se prononce ensuite pour la mort du monarque mais aussi en faveur du sursis. 
Bolot est absent lors des votes d'importance du printemps 1793 et ne fait plus parler de lui jusqu'à la fin de son mandat.
Son insignifiance lui permet d'être réélu en 1795 au Conseil des Anciens, toujours par la Haute-Saône. Il ne se fait absolument pas remarquer au cours de ce second mandat et quitte la vie politique en 1797.
Bolot poursuit sa carrière dans la magistrature. Il est nommé par le Directoire juge auprès du tribunal de cassation, puis juge au tribunal de Vesoul. 
Il perd son poste au moment de la réorganisation des tribunaux et se retire dans sa propriété de La Chapelle-Saint-Quillain. C'est là qu'il meurt en 1812 à l'âge de 69 ans.

## Sources
- « Claude-Antoine Bolot », dans Adolphe Robert et Gaston Cougny, Dictionnaire des parlementaires français, Edgar Bourloton, 1889-1891 [détail de l’édition]